# 马增蕙
马增蕙（1936年—2021年2月4日），女，天津人，中国单弦表演艺术家，中国广播艺术团说唱团一级演员，第七届中国曲艺牡丹奖终身成就奖得主，第五批国家级非物质文化遗产代表性项目代表性传承人。

## 生平
马增蕙1936年出生于北京一个曲艺家庭，为父母的第三个女儿，幼时举家迁至天津。马增蕙5岁开始跟随父亲学习西河大鼓，15岁时回京，进入中央广播说唱团随弦师胡宝筠学习单弦牌子曲，随后拜石慧儒为师。二十世纪八十年代受天津单弦表演艺术家刘洪元先生邀请成为其“代拉师妹”，宗谢派单弦，遂为石慧儒之同辈。1953年到1962年期间，马增蕙曾同中央广播说唱团的时任青年演员孙书筠、龙洁萍等人随白凤岩学习新梅花调并在该曲种的发展以及曲艺创新方面功不可没。曾因在沪休产假期间对弹词艺术产生了兴趣，故而在二十世纪五十年代末开始和赵玉明一同学习苏州评弹，拜弹词名家蒋月泉为师，用普通话演唱苏州弹词，对南北曲艺艺术交流做出了杰出的贡献。晚年饱受骨癌折磨，2003年后鲜少演出。偶尔参加访谈类节目以及到教育场所演讲，期间常唱一有争议的单弦曲目《北京人》，对传统文化的传播起到了作用。2021年2月4日12时20分，马增蕙在北京逝世，享年85岁。

## 家庭
父亲马连登，姐姐马增芬。马连登与马增芬共同创建了西河大鼓流派马派。其姐马增芳亦为西河大鼓著名演员，与1949年前去世。弟马增奎、马增锟、马岐均为曲艺工作者，在评书、曲艺音乐等领域颇有建树。